# フィエスタボウル
フィエスタボウル（Fiesta Bowl）は、年1回、通常1月1日前後に、アメリカ合衆国アリゾナ州グレンデールで開催されるカレッジフットボールのボウル・ゲームである。このゲームはカレッジフットボール・プレーオフ（CFP）のひとつである。現在の法人タイトルスポンサーは、アメリカの民泊関連会社Vrboである。以前には、サンキストやIBMのOS/2、PlayStationがスポンサーとなっていた。
フィエスタボウルは1971年に開始され、2006年までアリゾナ州テンピのサン・デビル・スタジアムで開催されていた。1999年から2014年まではボウル・チャンピオンシップ・シリーズの1つとなったため、4年に1度BCSナショナル・チャンピオンシップ・ゲーム（大学全米一決定戦）に指定された。ナショナル・チャンピオンシップ・ゲームに指定されない場合は、ビッグ12カンファレンスの優勝校が参加していた。2007年より同州グレンデールのステートファーム・スタジアムで開催されている。2015年からは3年に一度CFP準決勝のひとつとして選ばれている。
アメリカでは非常に関心の高いボウル・ゲームのひとつで、2012年1月に開催されたフィエスタボウルの全米視聴率は8.4%であり、同年のワールドシリーズ4試合中3試合の視聴率を上回った。

## 過去の試合結果
| 回次                                                                   | シーズン | 開催日           | ランク上位校                                                                                      | スコア       | ランク下位校                                                                                            | 観客動員 | テレビ 中継局 | 備考  |
| ---------------------------------------------------------------------- | -------- | ---------------- | ------------------------------------------------------------------------------------------------- | ------------ | --- | -------- | ------------- | ----- |
| 1                                                                      | 1971年   | 1971年12月27日   | アリゾナステート・サンデビルズ (アリゾナ州立大学) WAC優勝 / 10勝1敗 / AP記者投票8位               | 45－38       | フロリダステート・セミノールズ (フロリダ州立大学) 無所属 / 8勝3敗 / AP記者投票ランク外                  | 51,089人 | Mizlou        |       |
| 2                                                                      | 1972年   | 1972年12月23日   | アリゾナステート・サンデビルズ (アリゾナ州立大学) WAC優勝 / 9勝2敗 / AP記者投票15位               | 49－35       | ミズーリ・タイガース (ミズーリ大学コロンビア校) Big 8 / 6勝5敗 / AP記者投票ランク外                     | 51,138人 | Mizlou        |       |
| 3                                                                      | 1973年   | 1973年12月21日   | アリゾナステート・サンデビルズ (アリゾナ州立大学) WAC優勝 / 10勝1敗 / AP記者投票10位              | 28－7        | ピッツバーグ・パンサーズ （ピッツバーグ大学） 無所属 / 6勝4敗1分 / AP記者投票ランク外                   | 50,878人 | Mizlou        |       |
| 4                                                                      | 1974年   | 1974年12月28日   | BYUクーガーズ (ブリガムヤング大学) WAC優勝 / 7勝3敗1分 / AP記者投票17位                           | 6－16        | オクラホマステート・カウボーイズ (オクラホマ州立大学) Big 8 / 6勝5敗 / AP記者投票ランク外               | 50,878人 | CBS           |       |
| 5                                                                      | 1975年   | 1975年12月26日   | ネブラスカ・コーンハスカーズ (ネブラスカ大学リンカーン校) Big 8同点優勝 / 10勝1敗 / AP記者投票6位 | 14－17       | アリゾナステート・サンデビルズ (アリゾナ州立大学) WAC優勝 / 11勝0敗 / AP記者投票7位                     | 51,396人 | CBS           |       |
| 6                                                                      | 1976年   | 1976年12月25日   | オクラホマ・スーナーズ (オクラホマ大学) Big 8同点優勝 / 8勝2敗1分 / AP記者投票8位                 | 41－7        | ワイオミング・カウボーイズ (ワイオミング大学) WAC同点優勝 / 8勝3敗 / AP記者投票ランク外                 | 48,714人 | CBS           |       |
| 7                                                                      | 1977年   | 1977年12月25日   | ペンステート・ニタニーライオンズ (ペンシルベニア州立大学) 無所属 / 10勝1敗 / AP記者投票8位        | 42－30       | アリゾナステート・サンデビルズ (アリゾナ州立大学) WAC同点優勝 / 9勝2敗 / AP記者投票15位                 | 57,727人 | CBS           |       |
| 8                                                                      | 1978年   | 1978年12月25日   | アーカンソー・レイザーバックス (アーカンソー大学) SWC / 9勝2敗 / AP記者投票8位                    | 10－10       | UCLAブルーインズ (カリフォルニア大学ロサンゼルス校) Pac-10 / 8勝3敗 / AP記者投票15位                    | 55,227人 | NBC           |       |
| 9                                                                      | 1979年   | 1979年12月25日   | ピッツバーグ・パンサーズ (ピッツバーグ大学) 無所属 / 10勝1敗 / AP記者投票10位                     | 16－10       | アリゾナ・ワイルドキャッツ (アリゾナ大学) Pac-10 / 6勝4敗1分 / AP記者投票ランク外                       | 55,347人 | NBC           |       |
| 10                                                                     | 1980年   | 1980年12月26日   | ペンステート・ニタニーライオンズ (ペンシルベニア州立大学) 無所属 / 9勝2敗 / AP記者投票10位        | 31－19       | オハイオステート・バックアイズ (オハイオ州立大学) Big Ten / 9勝2敗 / AP記者投票11位                     | 66,738人 | NBC           |       |
| 11                                                                     | 1981年   | 1982年01月01日   | ペンステート・ニタニーライオンズ (ペンシルベニア州立大学) 無所属 / 9勝2敗 / AP記者投票7位         | 26－10       | USCトロージャンズ （南カリフォルニア大学） Pac-10 / 9勝2敗 / AP記者投票8位                              | 71,053人 | NBC           |       |
| 12                                                                     | 1982年   | 1983年01月01日   | アリゾナステート・サンデビルズ (アリゾナ州立大学) Pac-10 / 9勝2敗 / AP記者投票11位                | 32－21       | オクラホマ・スーナーズ]] （オクラホマ大学） Big Eight / 8勝3敗 / AP記者投票12位                         | 66,484人 | NBC           |       |
| 13                                                                     | 1983年   | 1984年01月02日   | オハイオステート・バックアイズ (オハイオ州立大学) Big Ten / 8勝3敗 / AP記者投票14位               | 28－23       | ピッツバーグ・パンサーズ (ピッツバーグ大学) 無所属 / 8勝2敗1分 / AP記者投票15位                         | 66,484人 | NBC           |       |
| 14                                                                     | 1984年   | 1985年01月01日   | マイアミ・ハリケーンズ （マイアミ大学） 無所属 / 8勝4敗 / AP記者投票13位                          | 37－39       | UCLAブルーインズ (カリフォルニア大学ロサンゼルス校) Pac-10 / 8勝3敗 / AP記者投票14位                    | 60,310人 | NBC           |       |
| 15                                                                     | 1985年   | 1986年01月01日   | ミシガン・ウルヴァリンズ (ミシガン大学) Big Ten / 9勝1敗1分 / AP記者投票5位                       | 27－23       | ネブラスカ・コーンハスカーズ (ネブラスカ大学リンカーン校) Big 8 / 9勝2敗 / AP記者投票7位                | 72,454人 | NBC           |       |
| 16                                                                     | 1986年   | 1987年01月02日   | マイアミ・ハリケーンズ (マイアミ大学) 無所属 / 11勝0敗 / AP記者投票1位                            | 10－14       | ペンステート・ニタニーライオンズ (ペンシルベニア州立大学) 無所属 / 11勝0敗 / AP記者投票2位              | 73,098人 | NBC           | [ 2 ] |
| 17                                                                     | 1987年   | 1988年01月01日   | フロリダステート・セミノールズ (フロリダ州立大学) 無所属 / 10勝1敗 / AP記者投票3位                | 31－28       | ネブラスカ・コーンハスカーズ (ネブラスカ大学リンカーン校) Big 8 / 10勝1敗 / AP記者投票5位               | 72,112人 | NBC           |       |
| 18                                                                     | 1988年   | 1989年01月02日   | ノートルダム・ファイティングアイリッシュ （ノートルダム大学） 無所属 / 11勝0敗 / AP記者投票1位    | 34－21       | ウェストバージニア・マウンテニアーズ (ウェストバージニア大学) 無所属 / 11勝0敗 / AP記者投票3位          | 74,911人 | NBC           |       |
| 19                                                                     | 1989年   | 1990年01月01日   | フロリダステート・セミノールズ (フロリダ州立大学) 無所属 / 9勝2敗 / AP記者投票5位                 | 41－17       | ネブラスカ・コーンハスカーズ (ネブラスカ大学リンカーン校) Big 8 / 10勝1敗 / AP記者投票6位               | 73,953人 | NBC           |       |
| 20                                                                     | 1990年   | 1991年01月01日   | ルイビル・カーディナルス (ルイビル大学) 無所属 / 9勝1敗1分 / AP記者投票18位                       | 34－7        | アラバマ・クリムゾンタイド (アラバマ大学) SEC / 7勝4敗 / AP記者投票25位                                 | 69,098人 | NBC           |       |
| 21                                                                     | 1991年   | 1992年01月01日   | ペンステート・ニタニーライオンズ (ペンシルベニア州立大学) 無所属 / 10勝2敗 / AP記者投票6位        | 42－17       | テネシー・ボランティアーズ (テネシー大学) SEC / 9勝2敗 / AP記者投票10位                                 | 71,133人 | NBC           |       |
| 22                                                                     | 1992年   | 1993年01月01日   | シラキュース・オレンジメン (シラキュース大学) Big East / 9勝2敗 / AP記者投票6位                   | 26－22       | コロラド・バッファローズ (コロラド大学ボルダー校) Big 8/ 9勝1敗1分 / AP記者投票10位                     | 70,224人 | NBC           |       |
| 23                                                                     | 1993年   | 1994年01月01日   | マイアミ・ハリケーンズ (マイアミ大学) Big East / 9勝2敗 / AP記者投票10位                          | 0－29        | アリゾナ・ワイルドキャッツ (アリゾナ大学) Pac-10同点優勝 / 9勝2敗 / AP記者投票16位                      | 72,260人 | NBC           |       |
| 24                                                                     | 1994年   | 1995年01月02日   | コロラド・バッファローズ (コロラド大学ボルダー校) Big 8/ 10勝1敗 / AP記者投票4位                  | 41－24       | ノートルダム・ファイティングアイリッシュ (ノートルダム大学) 無所属 / 6勝4敗1分 / AP記者投票ランク外     | 73,968人 | NBC           |       |
| 25                                                                     | 1995年   | 1996年01月02日   | ネブラスカ・コーンハスカーズ (ネブラスカ大学リンカーン校) Big 8優勝 / 11勝0敗 / AP記者投票1位     | 62－24       | フロリダ・ゲイターズ (フロリダ大学) SEC優勝 / 12勝0敗 / AP記者投票2位                                   | 79,864人 | CBS           |       |
| 26BA                                                                   | 1996年   | 1997年01月01日   | ペンステート・ニタニーライオンズ (ペンシルベニア州立大学) Big Ten/ 10勝2敗 / AP記者投票7位        | 38－15       | テキサス・ロングホーンズ （テキサス大学オースティン校） Big 12優勝 / 8勝4敗 / AP記者投票20位            | 65,106人 | CBS           |       |
| 27                                                                     | 1997年   | 1997年12月31日   | カンザスステート・ワイルドキャッツ (カンザス州立大学) Big 12 / 10勝1敗 / AP記者投票10位           | 35－18       | シラキュース・オレンジメン (シラキュース大学) Big East優勝 / 9勝3敗 / AP記者投票14位                    | 69,367人 | CBS           |       |
| ボウル・チャンピオンシップ・シリーズ（BCS）制度開始。4大ボウルの一角に |          |                  |                                                                                                   |              | |          |               |       |
| 28BCS                                                                  | 1998年   | 1999年01月04日   | テネシー・ボランティアーズ （テネシー大学） SEC優勝 / 12勝0敗 / BCSランク1位                      | 23－16       | フロリダステート・セミノールズ (フロリダ州立大学) ACC同点優勝 / 11勝1敗 / BCSランク2位                  | 80,470人 | ABC           |       |
| 29BCS                                                                  | 1999年   | 2000年01月02日   | ネブラスカ・コーンハスカーズ (ネブラスカ大学リンカーン校) Big 12優勝 / 11勝1敗 / BCSランク3位     | 31－21       | テネシー・ボランティアーズ (テネシー大学) SEC / 9勝2敗 / BCSランク5位                                   | 71,526人 | ABC           |       |
| 30                                                                     | 2000年   | 2001年01月01日   | オレゴンステート・ビーバーズ （オレゴン州立大学） Pac-10同点優勝 / 10勝1敗 / BCSランク6位         | 41－9        | ノートルダム・ファイティングアイリッシュ (ノートルダム大学) 無所属 / 9勝2敗 / BCSランク11位             | 75,428人 | ABC           |       |
| 31                                                                     | 2001年   | 2002年01月01日   | コロラド・バッファローズ (コロラド大学ボルダー校) Big 12優勝 / 10勝2敗 / BCSランク3位             | 16－38       | オレゴン・ダックス （オレゴン大学） Pac-10優勝 / 10勝1敗 / BCSランク4位                                 | 74,118人 | ABC           |       |
| 32BCS                                                                  | 2002年   | 2003年01月03日   | マイアミ・ハリケーンズ (マイアミ大学) Big East優勝 / 12勝0敗 / BCSランク1位                       | 24－31 (2OT) | オハイオステート・バックアイズ (オハイオ州立大学) Big Ten同点優勝 / 13勝0敗 / BCSランク2位              | 77,502人 | ABC           |       |
| 33                                                                     | 2003年   | 2004年01月02日   | オハイオステート・バックアイズ (オハイオ州立大学) Big Ten/ 10勝2敗 / BCSランク5位                 | 35－28       | カンザスステート・ワイルドキャッツ (カンザス州立大学) Big 12優勝 / 11勝3敗 / BCSランク10位              | 73,425人 | ABC           |       |
| 34                                                                     | 2004年   | 2005年01月01日   | ユタ・ユーツ （ユタ大学） MWC優勝 / 11勝0敗 / BCSランク6位                                        | 35－7        | ピッツバーグ・パンサーズ (ピッツバーグ大学) Big East同点優勝 / 8勝3敗 / BCSランク21位                   | 73,519人 | ABC           |       |
| 35                                                                     | 2005年   | 2006年01月02日   | オハイオステート・バックアイズ (オハイオ州立大学) Big Ten同点優勝 / 9勝2敗 / BCSランク4位         | 34－20       | ノートルダム・ファイティングアイリッシュ (ノートルダム大学) 無所属 / 9勝2敗 / BCSランク6位              | 76,196人 | ABC           |       |
| 36                                                                     | 2006年   | 2007年01月01日   | ボイシーステート・ブロンコス （ボイシ州立大学） WAC優勝 / 12勝0敗 / BCSランク8位                  | 43－42 (OT)  | オクラホマ・スーナーズ (オクラホマ大学) Big 12優勝 / 11勝2敗 / BCSランク10位                            | 73,719人 | FOX           |       |
| 37                                                                     | 2007年   | 2008年01月02日   | オクラホマ・スーナーズ (オクラホマ大学) Big 12優勝 / 11勝2敗 / BCSランク4位                       | 28－48       | ウェストバージニア・マウンテニアーズ (ウェストバージニア大学) Big East同点優勝 / 10勝2敗 / BCSランク9位 | 70,016人 | FOX           |       |
| 38                                                                     | 2008年   | 2009年01月05日   | テキサス・ロングホーンズ (テキサス大学オースティン校) Big 12 / 11勝1敗 / BCSランク3位             | 24－21       | オハイオステート・バックアイズ (オハイオ州立大学) Big Ten同点優勝 / 10勝2敗 / BCSランク10位             | 72,047人 | FOX           |       |
| 39                                                                     | 2009年   | 2010年01月04日   | TCUホーンドフロッグス （テキサスクリスチャン大学） MWC優勝 / 12勝0敗 / BCSランク4位               | 10－17       | ボイシーステート・ブロンコス (ボイシ州立大学) WAC優勝 / 13勝0敗 / BCSランク6位                          | 73,227人 | FOX           |       |
| 40                                                                     | 2010年   | 2011年01月01日   | オクラホマ・スーナーズ (オクラホマ大学) Big 12優勝 / 11勝2敗 / BCSランク7位                       | 48－20       | コネチカット・ハスキーズ (コネチカット大学) Big East同点優勝 / 8勝4敗 / BCSランク外                     | 67,232人 | ESPN          |       |
| 41                                                                     | 2011年   | 2012年01月02日   | オクラホマステート・カウボーイズ (オクラホマ州立大学) Big 12優勝 / 11勝1敗 / BCSランク3位         | 41－38 (OT)  | スタンフォード・カーディナル (スタンフォード大学) Pac-12 / 11勝1敗 / BCSランク4位                       | 69,927人 | ESPN          |       |
| 42                                                                     | 2012年   | 2013年01月03日   | オレゴン・ダックス （オレゴン大学） Pac-12 / 11勝1敗 / BCSランク4位                               | 35－17       | カンザスステート・ワイルドキャッツ (カンザス州立大学) Big 12同点優勝 / 11勝1敗 / BCSランク5位           | 70,242人 | ESPN          |       |
| 43                                                                     | 2013年   | 2014年01月01日   | ベイラー・ベアーズ (ベイラー大学) Big 12優勝 / 11勝1敗 / BCSランク6位                             | 42－52       | UCFナイツ (セントラルフロリダ大学) AAC優勝 / 11勝1敗 / BCSランク15位                                    | 65,172人 | ESPN          |       |
| カレッジフットボール・プレーオフ（CFP）制度開始。6大ボウルの一角に     |          |                  |                                                                                                   |              | |          |               |       |
| 44                                                                     | 2014年   | 2014年12月31日   | アリゾナ・ワイルドキャッツ (アリゾナ大学) Pac-12 / 10勝3敗 / CFPランク10位                        | 30－38       | ボイシーステート・ブロンコス (ボイシ州立大学) MWC優勝 / 11勝2敗 / CFPランク20位                         | 66,896人 | ESPN          |       |
| 45                                                                     | 2015年   | 2016年01月01日   | オハイオステート・バックアイズ (オハイオ州立大学) Big Ten] / 11勝1敗 / CFPランク7位               | 44－28       | ノートルダム・ファイティングアイリッシュ (ノートルダム大学) 無所属 / 10勝2敗 / CFPランク8位             | 71,123人 | ESPN          |       |
| 46SF                                                                   | 2016年   | 2016年12月31日   | クレムソン・タイガース (クレムソン大学) ACC優勝 / 12勝1敗 / CFPランク2位                          | 31－0        | オハイオステート・バックアイズ (オハイオ州立大学) Big Ten / 11勝1敗 / CFPランク3位                      | 71,279人 | ESPN          |       |
| 47                                                                     | 2017年   | 2017年12月30日   | ペンステート・ニタニーライオンズ (ペンシルベニア州立大学) Big Ten / 10勝2敗 / CFPランク9位        | 35－28       | ワシントン・ハスキーズ (ワシントン大学) Pac-12 / 10勝2敗 / CFPランク11位                                | 61,842人 | ESPN          |       |
| 48                                                                     | 2018年   | 2019年01月01日   | UCFナイツ (セントラルフロリダ大学) AAC優勝 / 12勝0敗 / CFPランク8位                               | 32－40       | LSUタイガース (ルイジアナ州立大学) SEC / 9勝3敗 / CFPランク11位                                         | 57,246人 | ESPN          |       |
| 49SF                                                                   | 2019年   | 2019年12月28日   | オハイオステート・バックアイズ (オハイオ州立大学) Big Ten優勝 / 13勝0敗 / CFPランク2位            | 23－29       | クレムソン・タイガース (クレムソン大学) ACC優勝 / 13勝0敗 / CFPランク3位                                | 71,330人 | ESPN          |       |
| 50                                                                     | 2020年   | 2021年01月02日   | アイオワステート・サイクロンズ (アイオワ州立大学) Big 12 / 8勝3敗 / CFPランク10位                 | 34－17       | オレゴン・ダックス (オレゴン大学) Pac-12優勝 / 4勝2敗 / CFPランク25位                                   | 00,000人 | ESPN          |       |
| 51                                                                     | 2021年   | 2022年01月01日   | ノートルダム・ファイティングアイリッシュ (ノートルダム大学) 無所属 / 11勝1敗 / CFPランク5位       | 35－37       | オクラホマステート・カウボーイズ (オクラホマ州立大学) Big 12 / 11勝2敗 / CFPランク9位                   | 49,550人 | ESPN          |       |
| 52SF                                                                   | 2022年   | 2022年012月031日 | ミシガン・ウルヴァリンズ (ミシガン大) Big Ten優勝/13勝0敗/CFPランク2位                            | 45-51        | TCUホーンドフロッグス (テキサスクリスチャン大学) Big 12/12勝1敗/CFPランク3位                            | 49,550   | ESPN          |       |
| 53                                                                     | 2023年   | 2024年01月01日   | オレゴン・ダックス (オレゴン大学) Pac-12/11勝2敗/CFPランク8位                                     | 45-6         | リバティ・フレームス (リバティ大) C-USA優勝/13勝0敗/CFPランク23位                                       | 47,769   | ESPN          |       |
| 54QF                                                                   | 2024年   | 2024年12月31日   | ボイシーステート・ブロンコス (ボイシ州立大学) MWC優勝/11勝1敗/CFPランク3位                        | 14-31        | ペンステート・ニタニーライオンズ (ペンシルベニア州立大学) Big Ten/ 12勝2敗/CFPランク6位                 | 63,854   | ESPN          |       |

Source:
^BA　BCSの前身である、ボウル・アライアンスのチャンピオンシップ・ゲームであった。
^BCS　BCSナショナル・チャンピオンシップ・ゲームとして開催された。
^QF　カレッジフットボール・プレーオフ準々決勝として開催された。
^SF　カレッジフットボール・プレーオフ準決勝として開催された。